# Julie Condra
Julie Condra, född 1 december 1970 i Ballinger, Texas, är en amerikansk skådespelare. Hon har bland annat varit med i Våra värsta år, Parker Lewis och En härlig tid.